# 女と女と女たち
『女と女と女たち』（伊: Sette volte donna、英: Woman Times Seven）は、1967年のイタリア・フランス・アメリカ合衆国の共同制作による映画。
7本の作品から成るオムニバス映画で、ほとんどの話が姦淫を扱っている。ヴィットリオ・デ・シーカ監督。全話にシャーリー・マクレーンが出演している。

## ストーリー
パリを舞台に、シャーリー・マクレーンが7人の女を演じるオムニバス。第1話では夫の葬列に参加する悲しみの妻と慰めるピーター・セラーズ、第2話は男と喧嘩して売春婦になろうとする女、などちょっとした逸話が多く、最終話では友達と歩いているとずっとつけてくる男がいて、どちらかに恋をしているんだと思った二人は途中で別れるが男はシャーリーのほうへついてきて、だが実は、という話。

## キャスト
※括弧内は日本語吹替（初回放送1972年10月30日『月曜ロードショー』）
- シャーリー・マクレーン（神保共子）

第1話・葬列
- ジャン：ピーター・セラーズ（坂口芳貞）

第2話・ポン引き
- ジョルジオ：ロッサノ・ブラッツィ（川辺久造）

第3話・豹変
- センチ：ヴィットリオ・ガスマン（菅野忠彦）
- 写真の恋人：マーロン・ブランド[2]

第4話・スーパー・シモーヌ
- リック：レックス・バーカー
- きれいな女性：エルザ・マルティネッリ
- ザビエル博士：ロバート・モーレイ

第5話・時限爆弾
- アンリ：パトリック・ワイマーク

第6話・心中
- フレッド：アラン・アーキン

第7話・雪の日
- ハンサムな見知らぬ人：マイケル・ケイン
- クラウディ：アニタ・エクバーグ
- ビクター：フィリップ・ノワレ

その他
- ポール・フリーズ[3]

## スタッフ
- 監督：ヴィットリオ・デ・シーカ
- 製作：アーサー・コーン
- 脚本：チェザーレ・ザヴァッティーニ
- 撮影：クリスチャン・マトラ
- 音楽：リズ・オルトラーニ